# Radim (Brantice)
Radim (německy Gross Raden, polsky Radzim) je vesnice, část obce Brantice v okrese Bruntál. Nachází se asi 2,5 km na severozápad od Brantic.
Radim leží v katastrálním území Radim u Brantic o rozloze 13,05 km2.

## Historie
První písemná zmínka o obci pochází z roku 1377. Ves se postupně nazývala: 1869 Radún, 1890 Radúň, též Radín, německy Groß Raden, Groß-Raden, Grossraden (1900 Gross-Raden jako osada obce Raden). Její osada Radímek: 1869 Radúněk (německy Neu-Raden, polsky Radzimek).

## Vývoj počtu obyvatel
Počet obyvatel Radimi (včetně Radímku) podle sčítání nebo jiných úředních záznamů:
| Rok            | 1869  | 1880 | 1890 | 1900 | 1910 | 1921 | 1930 | 1950 | 1961 | 1970 | 1980 | 1991 | 2001 |
| -------------- | ----- | ---- | ---- | ---- | ---- | ---- | ---- | ---- | ---- | ---- | ---- | ---- | ---- |
| Počet obyvatel | 533   | 558  | 537  | 481  | 505  | 480  | 521  | 318  | 348  | 348  | 262  | 224  | 218  |
|                | 1. 2. |      |      |      |      |      |      |      |      |      |      |      |      |

V Radimi je evidováno 136 adres : 113 čísel popisných (trvalé objekty) a 23 čísel evidenčních (dočasné či rekreační objekty). Při sčítání lidu roku 2001 zde bylo napočteno 98 domů, z toho 65 trvale obydlených.

## Pamětihodnosti
- Kaple svatého Jana Nepomuckého
- Venkovský dům čp. 8 postavený v letech 1836–1842 je kulturní památkou ČR.[8]

## Galerie

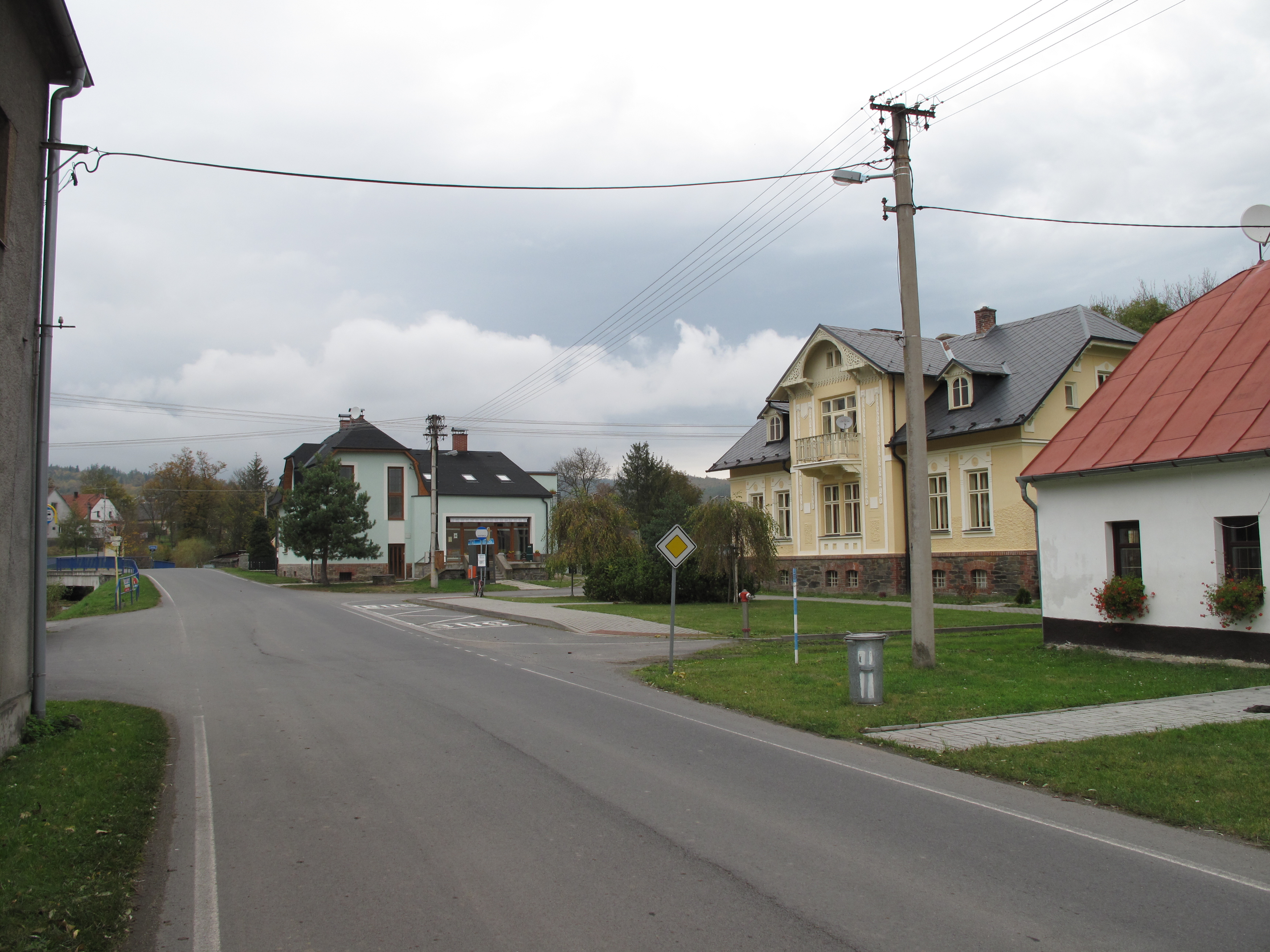
Domy
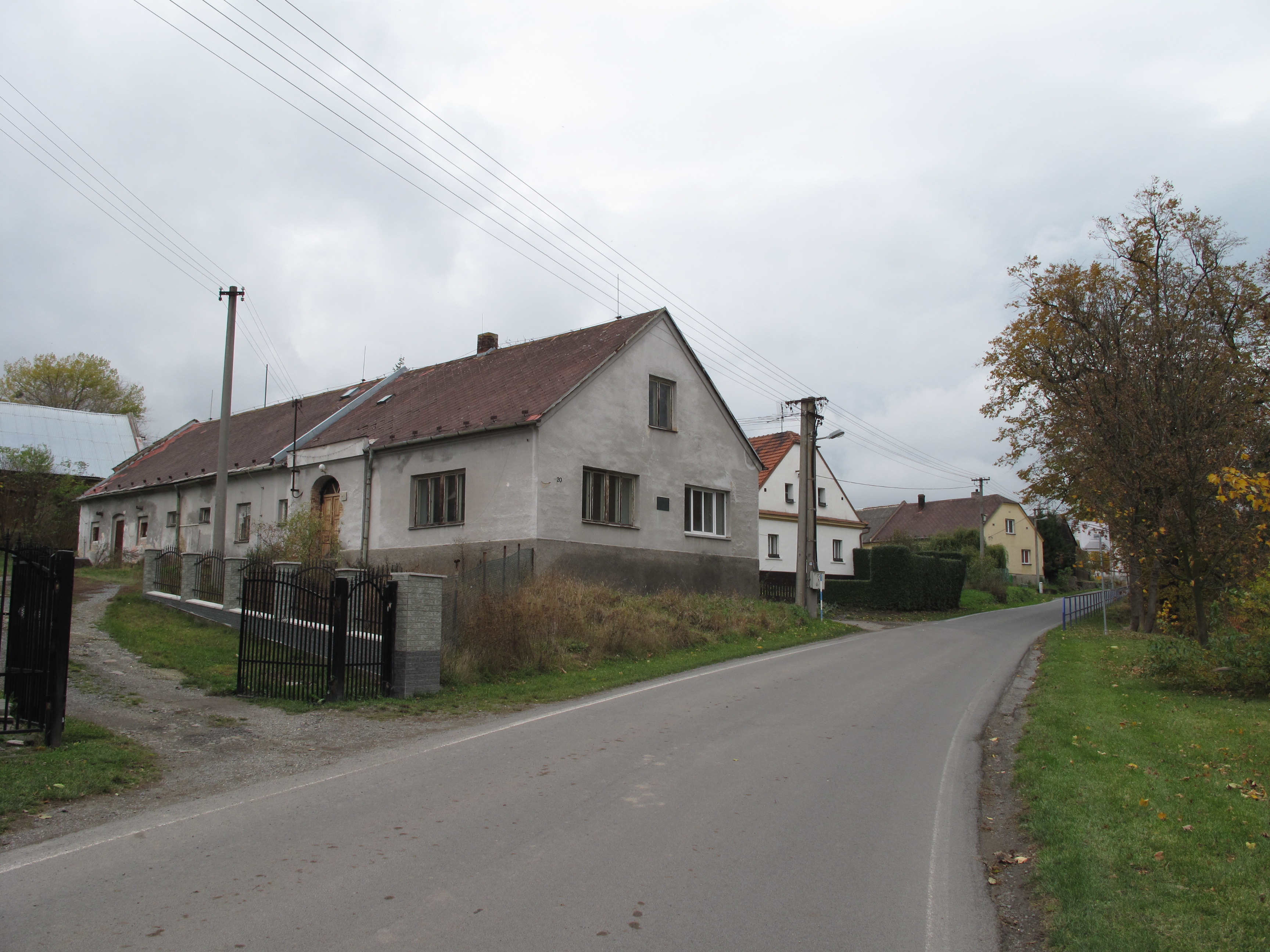
Domy
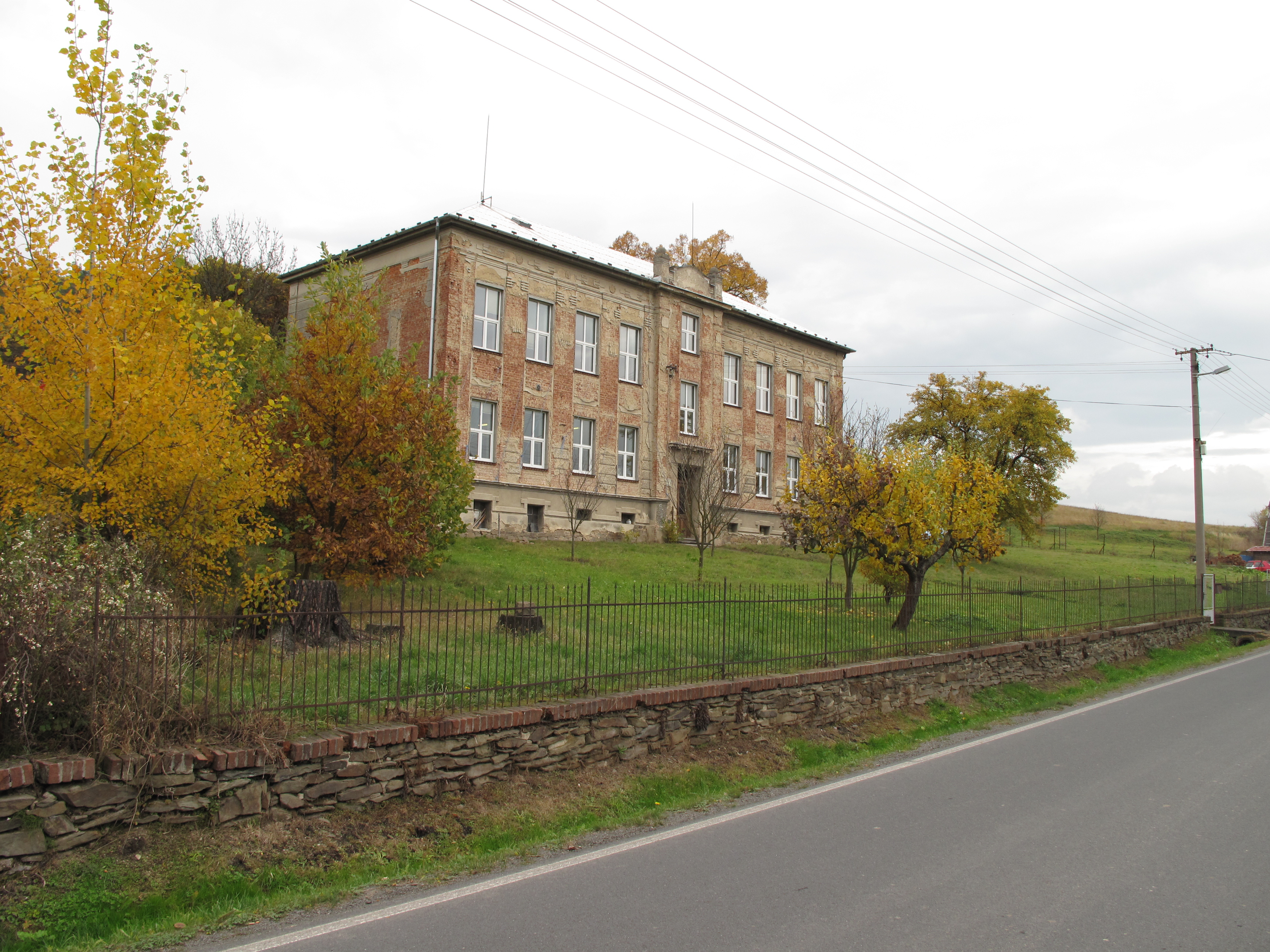
Dům